# Bert Bunschoten
Lambertus Hendrikus (Bert) Bunschoten (Haarlem, 23 januari 1952) is een Nederlands acteur. 

## Loopbaan
Bunschoten genoot opleiding aan de Pedagogische Academie in Haarlem. Daarvoor zaten Bunschoten en Wigbolt Kruyver beiden op de St Jozef Mulo in Haarlem en daarna van 1968 - 1970 op het Mndelcollege eveneens te Haarlem.In 1972 werd door hen het cabaretduo Triplex opgericht. Tot de late jaren zeventig  waren zij met veel succes vaste bespeler van De Toneelschuur.
In hetzelfde jaar richtten Bunschoten en Kruyver samen Toneelgroep Het Volk op. Een klein gezelschap dat zich, op slechts enkele uitzonderingen na, bijna alleen maar richtte op Nederlands toneel van eigen makelij en bewerkingen van Nederlandse boeken. Samen met kompaan Wigbolt Kruyver en diens broer Joep Kruyver (die wat later ook tot de groep toetrad), werd Bunschoten in 2016 benoemd tot Ridder in de Orde van Oranje Nassau voor uitmuntende verdienste voor het Nederlands toneel.
Bunschoten speelde in zijn carrière onder meer voor het Publiekstheater, Toneelgroep Amsterdam, Theatercollectief Haversmidt en Toneelschuur Producties.
In 2018/2019 speelde hij de rol van Ebenezer Scrooge in de gelijknamige theaterproductie Scrooge!. Wigbolt Kruyver speelde de rol als verteller en de stem van Jacob Marley, een vier meter hoge pop bespeeld door Hans Thissen en Janna Handgraaf.

## Filmografie
- Borgman (2013) - Vreemdeling
- Ober (2006) - Gerard
- All Stars - Bewaker
- De jurk (1996) - Vader van Chantalle
- De bunker (1992) - Hoofdagent
- Dutch Treat (1987) - Barman

## Televisie
- SpangaS (2014) - Boze buurman
- Den Uyl en de affaire Lockheed (2010) - Fred Meuser
- Kreatief met Kurk (1994) - Commissaris
- Pleidooi (televisieserie) (1993-1994) - Mr. Maas
- Bureau Kruislaan (1992) - Musters
- 12 steden, 13 ongelukken (1992) - Jacob
- Het insekt (1989) - Edo Hoogeboom